# Rotmilan
Der Rotmilan (Milvus milvus), auch Roter Milan, Gabelweih(e) oder Königsweih(e) genannt, ist eine Greifvogelart aus der Familie der Habichtartigen (Accipitridae). Der gut mäusebussardgroße, lang- und schmalflügelige Greifvogel hat seinen Verbreitungsschwerpunkt in Deutschland. Fast der gesamte Weltbestand ist in Europa beheimatet; nur wenige Rotmilane brüten auch in Nordwestafrika.
Charakteristisch für diesen eleganten Flieger sind der gegabelte Schwanz sowie die markanten weißen Flügelfelder vor den tief gefingerten schwarzen Handschwingen.
Rotmilane sind Teilzieher. Die meisten Vögel Mitteleuropas verlassen im Spätherbst ihre Brutgebiete und ziehen nach Südwesten ab. Sie bleiben meist in Südwesteuropa, nur sehr wenige ziehen weiter bis in die Sahelgebiete Afrikas. In zunehmender Zahl versuchen Rotmilane auch in ihren mitteleuropäischen Brutgebieten zu überwintern.
Rotmilane ernähren sich überwiegend von Kleinsäugern, Wirbellosen, Amphibien sowie kleineren Vögeln und Aas.
Nach sehr starken Bestandseinbußen gegen Ende des 20. Jahrhunderts nehmen die Bestände etwa seit 2010 wieder deutlich zu, sodass sich die Art in einigen Gebieten neu oder verstärkt etablieren konnte (Südwestdeutschland, Vorarlberg, Donauauen). Sie wurde deshalb aus der Vorwarnstufe der IUCN herausgenommen und erneut als ungefährdet eingestuft.

## Einordnung
Im Gegensatz zum nahe verwandten, geringfügig kleineren Schwarzmilan ist die Verbreitung des Rotmilans im Wesentlichen auf Europa beschränkt. Er brütet vor allem in offenen, mit kleinen Wäldern oder Gehölzen durchsetzten Landschaften. Er ist bedeutend weniger wassergebunden als der Schwarzmilan. Die meisten Rotmilane des zentralen Mitteleuropa sowie die in Nord- und Osteuropa brütenden sind Zugvögel, während ein unterschiedlich hoher Prozentsatz der Brutvögel aus dem westlichen und südwestlichen Mitteleuropa jahrüber als Standvogel im Brutgebiet bleibt. Über 50 Prozent des Gesamtbestandes dieser Art, die sich vor allem von kleineren Säugetieren und Vögeln ernährt, brütet in Deutschland.
Zurzeit werden keine Unterarten anerkannt. Die seit 2000 nicht mehr nachgewiesenen Milane der Kapverden wurden als Unterart des Rotmilans (M. milvus fasciicauda), gelegentlich auch als eigenständige Art (Milvus fasciicauda) aufgefasst. Später auf den Kapverden gefangene Milane waren Schwarzmilane.
Anders als der Name Gabelweihe oder Königsweihe nahelegt, zählt der Rotmilan nicht zu den Weihen.

## Äußere Merkmale

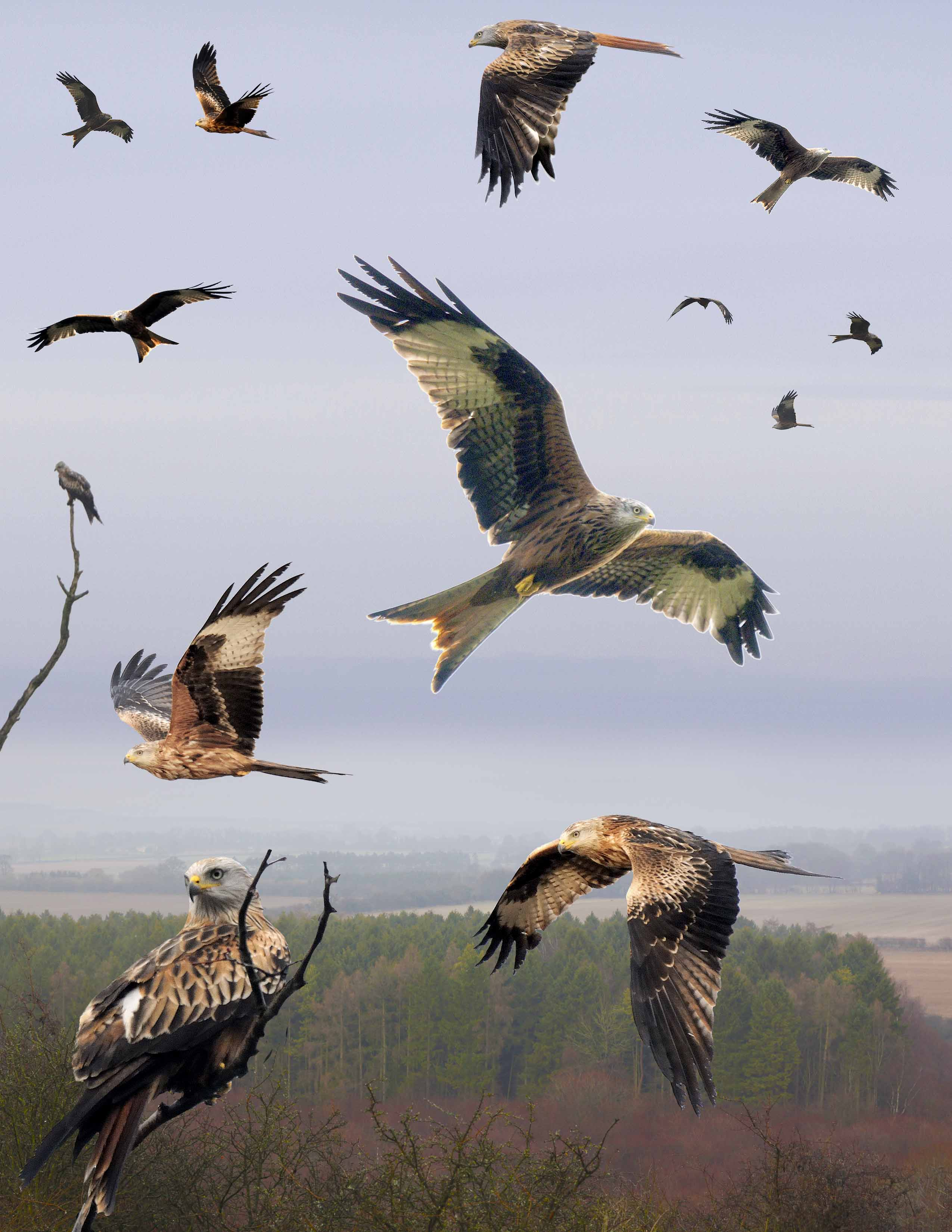
Rotmilan – Studien

Der Rotmilan ist eine gut bestimmbare Greifvogelart. Verwechseln lässt er sich am ehesten mit dem Schwarzmilan, doch sind auch zu dieser nahe verwandten Milanart gute Unterscheidungsmerkmale gegeben.

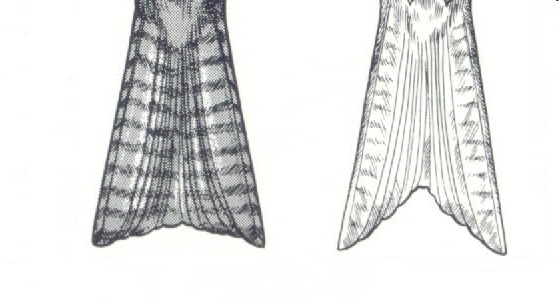
Halbgefächerter Schwanz:
Schwarzmilan (links)
Rotmilan (rechts)

Der Rotmilan ist größer als ein Mäusebussard und etwas größer als der Schwarzmilan; er hat ausgesprochen lange Flügel und einen langen gegabelten Schwanz. Der sitzende Vogel wirkt rötlichbraun, wobei eine deutlich hellere, meist ockerfarbene Federsäumung vor allem der Deckfedern des Oberflügels und des Rückengefieders einen kontrastreichen Gesamteindruck vermittelt. Das Kopf-, Nacken- und Kehlgefieder erwachsener Rotmilane ist sehr hell, fast weiß, und weist auffallende schwarze Federnschäfte auf, die diese Körperpartien schwarz gestrichelt erscheinen lassen. Der ziemlich kräftige Schnabel ist an der Basis gelb, am Schnabelhaken dunkelgrau oder schwarz. Die kurzen Beine sind gelb, die Krallen schwarz. Die Iris erwachsener Vögel ist blassgelb. Das deutlich schwarz längsgestrichelte Bauchgefieder ist etwas heller und leuchtender rötlichbraun als das Rückengefieder; ebenso gefärbt sind die Unterflügeldeckfedern. Die Arm- und Handschwingen sind an ihren Enden sehr dunkel, fast schwarz.
Im Flug fallen vor allem die langen, relativ schmalen Flügel und der tief gegabelte, rostrote Schwanz auf, der immer in Bewegung ist und auch voll gefächert noch eine Kerbung aufweist. In der Oberansicht kontrastieren die schwarzen Arm- und Handschwingen stark mit dem übrigen, rötlichbraunen Gefieder. Noch kontrastreicher ist das Flugbild von unten, da die Handschwingen an der Basis weiß sind und ein ausgedehntes weißes Flügelfeld bilden, während im Flügelbug meist ein schwarzes Abzeichen zu erkennen ist. Die äußersten, tief gefingerten Handschwingen sind in ihrem letzten Drittel schwarz.
Im Segelflug sind die Armschwingen leicht über die Horizontale angehoben, die Handschwingen jedoch gerade oder leicht gesenkt, was ein erkennbar geknicktes Flügelprofil ergibt. Die Flügel sind in fast jeder Flugposition im Carpalgelenk deutlich gewinkelt.
Die Geschlechter unterscheiden sich in der Färbung nicht, auch das Jugendgefieder ähnelt stark dem Erwachsenenkleid. Bestes und bei sehr gutem Licht auch feldornithologisch brauchbares Bestimmungsmerkmal juveniler Individuen ist der mehr sandfarbene, nicht hellgrau-weiße Kopf und das eher gesprenkelt (nicht längsgestrichelt) wirkende, mehr blassrötlich braune Bauchgefieder. Bei ganz jungen flüggen Rotmilanen kann der Schwanz am äußersten Rand noch eine Rundung aufweisen, da die äußersten Steuerfedern noch nicht ihre volle Länge erreicht haben.

### Größe und Gewicht
Der reverse Geschlechtsdimorphismus ist beim Rotmilan ähnlich wie beim Schwarzmilan in Bezug auf die Körpergröße nicht sehr deutlich, etwas ausgeprägter jedoch in Bezug auf das Körpergewicht. Die schwersten Männchen haben ein Gewicht von 1,1 Kilogramm; im Durchschnitt liegt das Gewicht etwas unter einem Kilogramm (0,93 kg). Die schwersten Weibchen wiegen 1,4 Kilogramm, das Mittel liegt bei 1,06 Kilogramm.
Die Körperlänge variiert zwischen 60 und 73 Zentimeter, wovon zwischen 31 und 39 Zentimeter auf den Stoß entfallen. Die Spannweite beträgt 150 bis 180 Zentimeter.

### Mauser
Adulte Vögel vermausern jährlich ihr gesamtes Gefieder. Diese Komplettmauser beginnt mit dem Körpergefieder bereits während der Brutperiode und wird mit dem Wechsel der Schwingen und Schwanzfedern (meist in den Überwinterungsregionen) abgeschlossen. Einige Jungvögel wechseln Teile des Körpergefieders bald nach dem Ausfliegen; eine Komplettmauser beginnt bei allen Jungvögeln im Frühling des 2. Lebensjahres und ist im Spätsommer/Frühherbst abgeschlossen. Ab dann weisen junge Rotmilane das Erscheinungsbild ausgefärbter, älterer Individuen auf.

## Laute

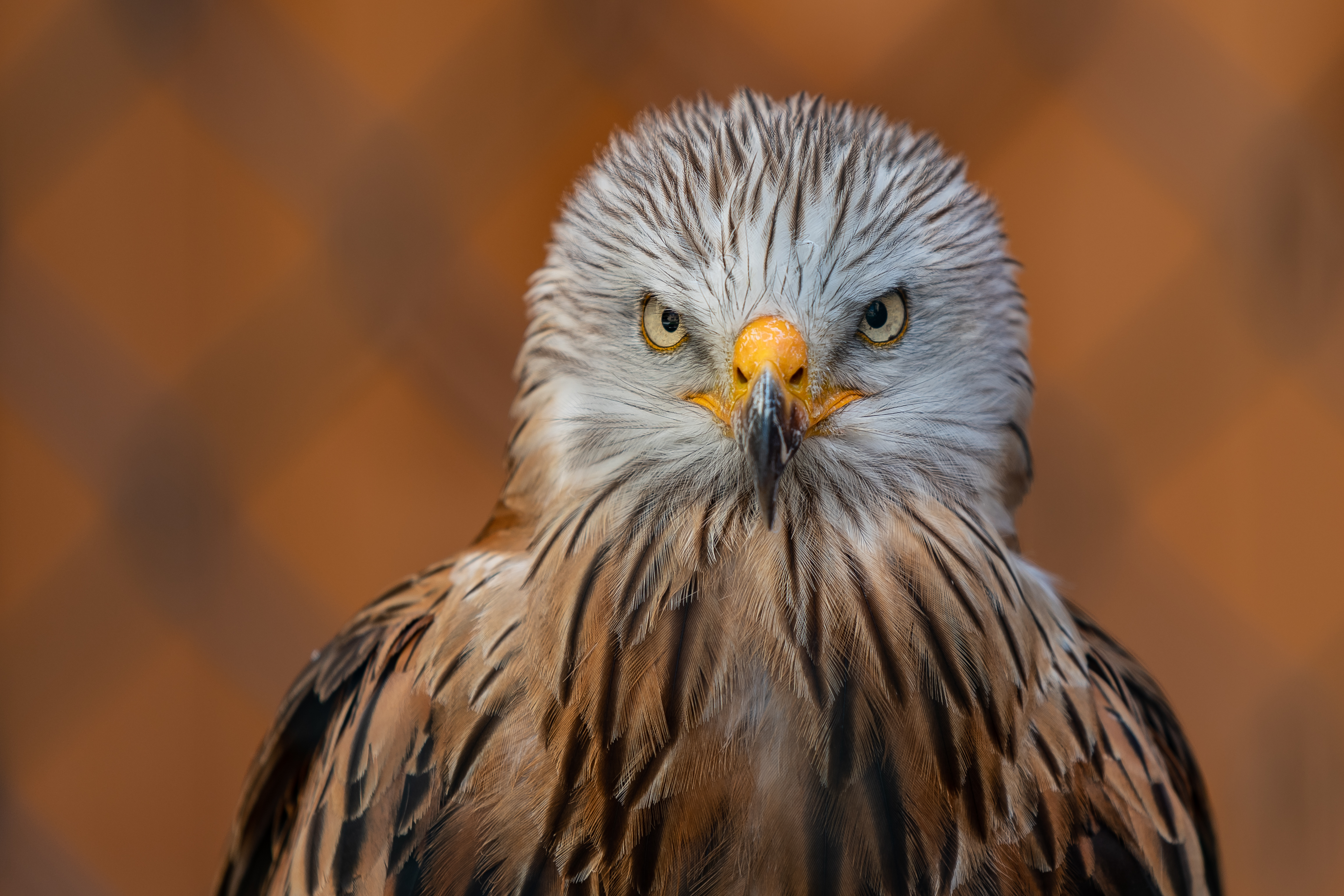
Kopf eines Altvogels

Rotmilane sind akustisch weniger auffällig als Schwarzmilane. Vor allem außerhalb der Balzzeit und in weiterer Entfernung vom Horst verhalten sie sich weitgehend stumm, sieht man von Nahrungsstreitigkeiten mit anderen Vögeln wie Krähen, Bussarden oder anderen Milanen ab, die meist sehr lautstark ausgetragen werden. Auffälligster Ruf ist ein hohes, in der Tonfärbung stark variierendes, jedoch meist schrilles, langgezogenes Wiiieeh, dem in ab- und aufsteigender Tonkurve weitere Elemente hinzugefügt werden. Das erste Element ist langgezogen, oft klagend, die nachfolgenden schließen sich wellenförmig und kürzer werdend, zum Schluss oft stolpernd, an.

## Verbreitung

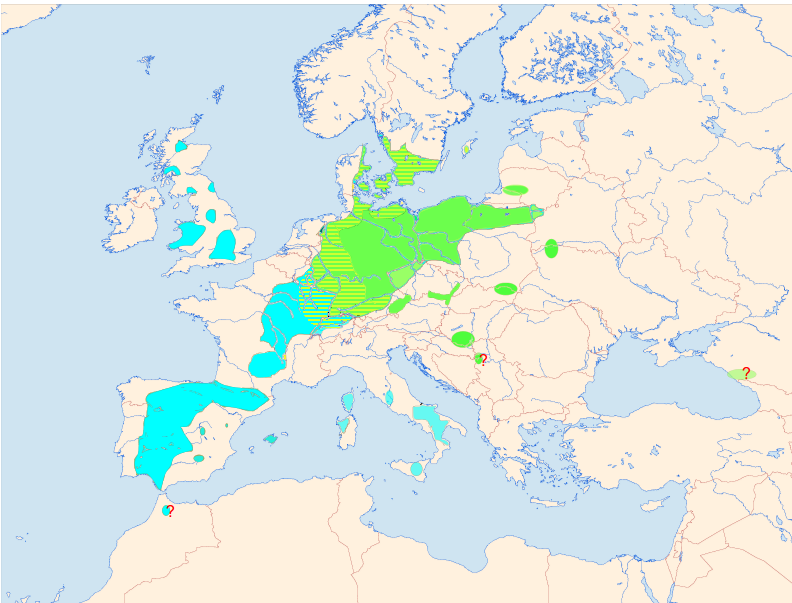
Brutverbreitung des Rotmilans
türkis: Jahresvogel
hellgrün: Kurz- oder Mittelstreckenzieher
gelb-grün schraffiert: Überwiegend Wegzieher
gelb-türkis schraffiert: Überwiegend Standvögel und Wintergäste
Nichtbrütende, meist ein- bis zweijährige Milane können zur Brutzeit weiträumig in Frankreich und der Schweiz angetroffen werden. In guten Mäusejahren werden Bruten außerhalb der Kernzonen festgestellt.
Überwinternde Rotmilane können überall im Brutgebiet sowie weiträumig in Südwesteuropa, vereinzelt auch in Süd- und Südosteuropa, in Ausnahmefällen auch in Kleinasien angetroffen werden.

Das Verbreitungsgebiet des Rotmilans ist heute im Wesentlichen auf Zentral-, West- und Südwesteuropa beschränkt. Der Verbreitungsschwerpunkt dieser Art liegt in Deutschland, das allein über 42 Prozent des weltweit auf maximal 39.000 Brutpaare geschätzten Rotmilanbestandes beherbergt.
Daneben gibt es größere Brutvogelbestände in Frankreich, in Spanien, in Italien, in Liechtenstein, der Schweiz und auch in Großbritannien, dort vor allem in Wales. In Nordeuropa ist der Rotmilan nur in Schweden in nennenswerter Anzahl vertreten, während die Art in Finnland und Norwegen nicht vorkommt und auch in den baltischen Staaten sehr selten ist. Größere Vorkommen bestehen noch in Polen und in Tschechien, während in Österreich, der Slowakei und in Ungarn nur wenige Paare brüten. In Osteuropa bestehen Vorkommen nur mehr im äußersten Westen der Ukraine und von Belarus, auch im europäischen Russland brüten nur einige wenige Paare. In Irland wurde der Rotmilan im Jahr 2011 wieder angesiedelt.
Ob die Art noch auf dem Balkan als Brutvogel vorkommt, ist ungewiss. Die ehemals nicht unbeträchtlichen türkischen Bestände scheinen nicht mehr zu bestehen. Auch aus Marokko ist der Rotmilan weitgehend verschwunden.

## Lebensraum
Der Rotmilan ist ein Greifvogel offener, mit kleinen und größeren Gehölzen durchsetzter Landschaften. Er ist bedeutend weniger wassergebunden als die Nominatform des Schwarzmilans, mit dem er jedoch häufig in enger Nachbarschaft brütet. Bevorzugte Lebensräume sind Agrarlandschaften mit Feldgehölzen, oft auch Parklandschaften und an Offenland grenzende strukturierte Waldränder, seltener Heide- und Moorgebiete, solange Bäume als Niststandorte zur Verfügung stehen. Häufig nutzt er die günstigen Aufwindverhältnisse in engeren Flusstälern oder an Berghängen.

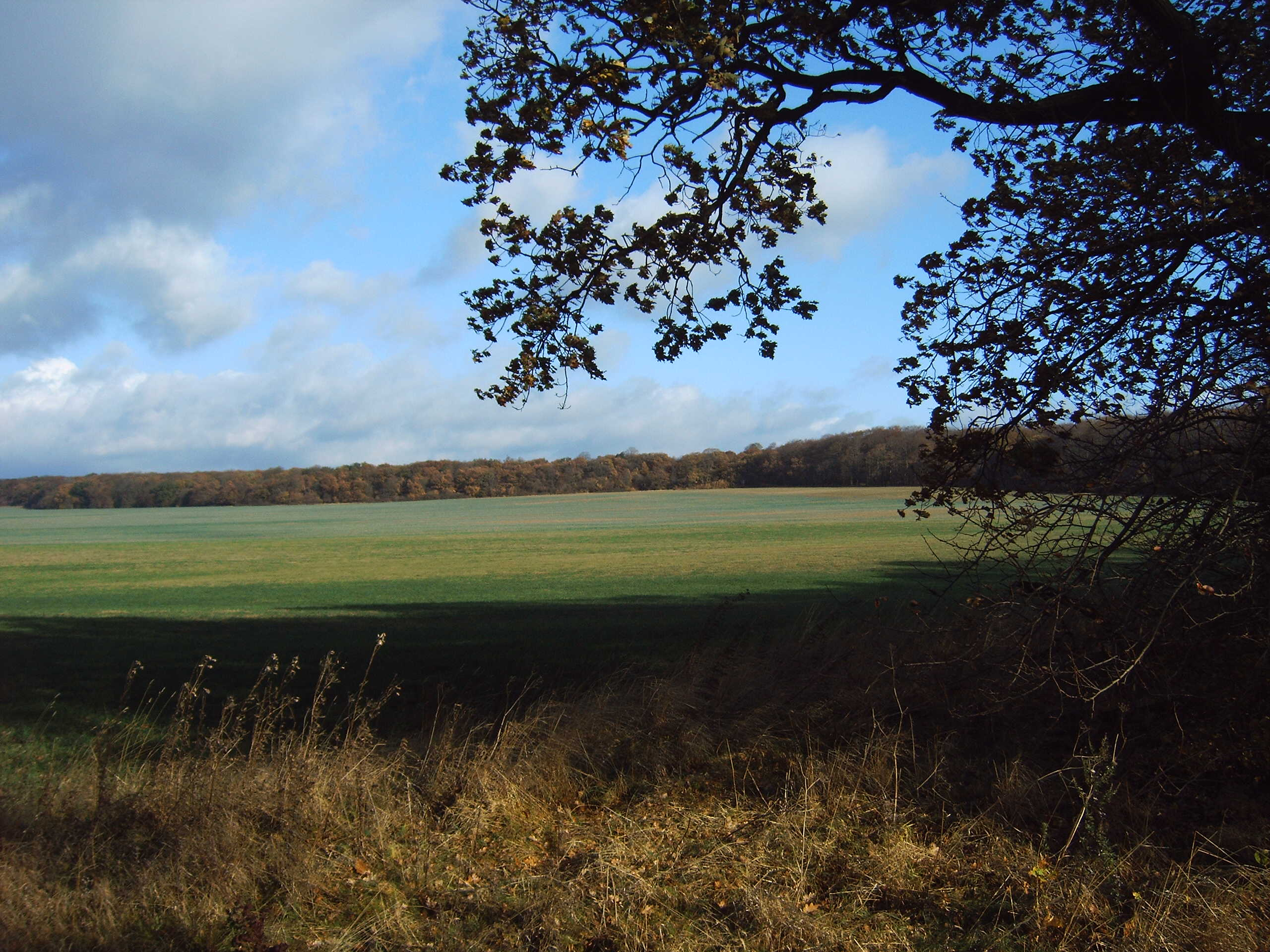
Bruthabitat des Rotmilans im Hakel

Zum Jagen braucht er offenes Kulturland, Grasland und Viehweiden, daneben können auch Feuchtgebiete als Nahrungsreviere dienen. Abgeerntete oder gerade umgepflügte Getreidefelder schließt er ebenso in die Nahrungssuche ein wie Autobahnen und Mülldeponien, Letztere aber nicht in dem Ausmaß wie der Schwarzmilan. Sein Verbreitungsgebiet stimmt im Wesentlichen mit den Braunerdegebieten Mittel- und Osteuropas sowie den mediterranen Braunerde- und Terra-Rossa-Gebieten überein und liegt schwerpunktmäßig in den Intensivzonen der mitteleuropäischen Landwirtschaft.
Im Allgemeinen ist der Rotmilan ein Bewohner der Niederungen und der Hügellandgebiete etwa bis 800 m. Im Schweizer Jura liegen einzelne Brutplätze bei fast 1200 m. In den Pyrenäen sind Vorkommen in der subalpinen Stufe bekannt. Historische Brutplätze im Kaukasus und im Hohen Atlas lagen in Höhen von fast 2500 m.
Im Mittelalter scheint der Rotmilan auch in einigen europäischen Städten, so etwa in London, gebrütet zu haben. Er dürfte dort eine ähnliche Rolle als Abfallvertilger gespielt haben, wie sie heute einige Unterarten des Schwarzmilans (M. migrans parasitus und M. m. govinda) in Afrika beziehungsweise Süd- und Südostasien einnehmen.
In günstigen Nahrungshabitaten können Rotmilane in sehr hohen Siedlungsdichten vorkommen. Besonders dicht besiedelt war der Hakel, ein etwa 13 km² großes, mit ausgedehnten Lichtungen durchsetztes Waldgebiet in der Magdeburger Börde, wo 1979 136 Rotmilanpaare brüteten. Seither gingen die Bestandszahlen dort jedoch kontinuierlich zurück. Solche Konzentrationen von bis zu zehn Brutpaaren auf einem Quadratkilometer sind Ausnahmen, doch auch in der Baar und im Eichsfeld kommen Rotmilane in hohen Bestandsdichten vor.

## Ernährung

### Nahrungsspektrum

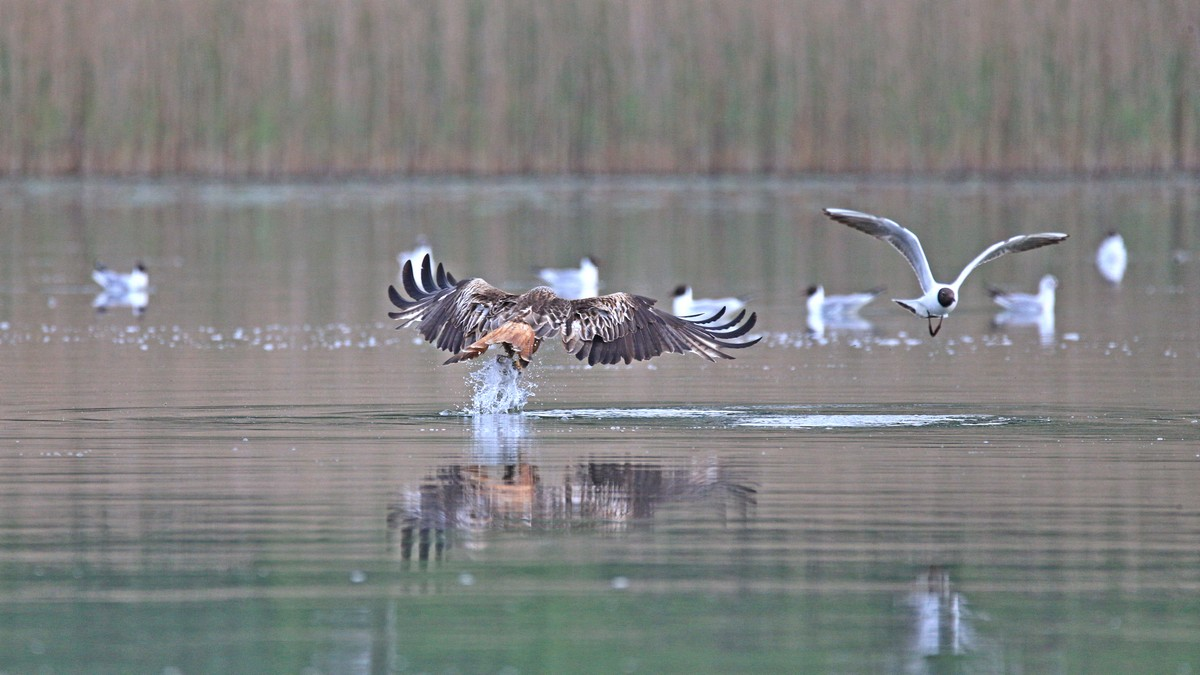
Rotmilan auf Fischjagd im Kummerower See

Wie der Schwarzmilan ist auch der Rotmilan weitgehend Nahrungsgeneralist, ist im Gegensatz zu diesem aber ein leistungsfähigerer aktiver Jäger. Aas verzehrt er zwar ebenfalls, aber seltener als der Schwarzmilan. Individuell sind die Nahrungs- und Jagdgewohnheiten recht verschieden. Während der Brutzeit besteht die Hauptnahrung aus Kleinsäugern und Vögeln. Nach Menge und Gewicht überwiegen bei den Säugetieren Feldmäuse (Microtus sp.) und Maulwürfe (Talpidae), bei den Vögeln sehr auffällig der Star. Auch verschiedene Tauben (Columbidae), Rabenvögel (Corvidae) und größere Drosseln (Turdidae), so etwa Amseln (Turdus merula), Wacholder- (Turdus pilaris) und Misteldrosseln (Turdus viscivorus), werden relativ häufig geschlagen. Dort, wo der Feldhamster (Cricetus cricetus) noch vergleichsweise häufig vorkommt, zum Beispiel in Ostpolen, kann dieser zur Hauptbeute werden. Oft handelt es sich bei geschlagenen Vögeln um verletzte oder kranke Individuen oder um Jungtiere. In wasserreichen Gebieten können Fische, unter ihnen vor allem Weißfische wie Plötzen (Rutilus rutilus) und Brachsen (Abramis brama), gewichtsmäßig dominieren. Der Rotmilan erbeutet sowohl lebende als auch tote oder sterbend an der Wasseroberfläche treibende oder ans Ufer gespülte Fische. Nicht unbeträchtlich ist die Menge an Wirbellosen, die der Rotmilan sowohl im Flug als auch auf dem Boden aufnimmt. Vor allem im Frühjahr können verschiedene Käfer (Coleoptera) sowie Regenwürmer (Lumbricidae) wichtiger Nahrungsbestandteil sein. Der Anteil an Reptilien und Amphibien am Gesamtnahrungsaufkommen ist regional sehr unterschiedlich, in südlichen Populationen in der Regel etwas größer als in Mittel- oder Nordeuropa.
Aas nimmt der Rotmilan seltener zu sich als der Schwarzmilan, doch nutzt auch er totgefahrene oder verendete Tiere. Er ist an großen Kadavern ebenso anzutreffen wie an den Resten von Kleintieren. Auch an Mülldeponien, wo er häufig Ratten erbeutet, oder dort, wo große Mengen tierischen Abfalles anfallen, wie zum Beispiel bei Schlachthäusern oder Tierverwertungsanlagen, finden sich Rotmilane ein.

### Nahrungserwerb

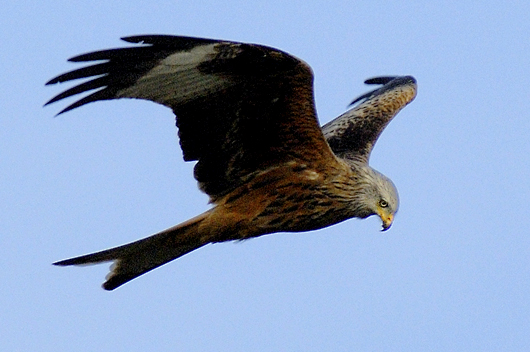
Rotmilan im Suchflug

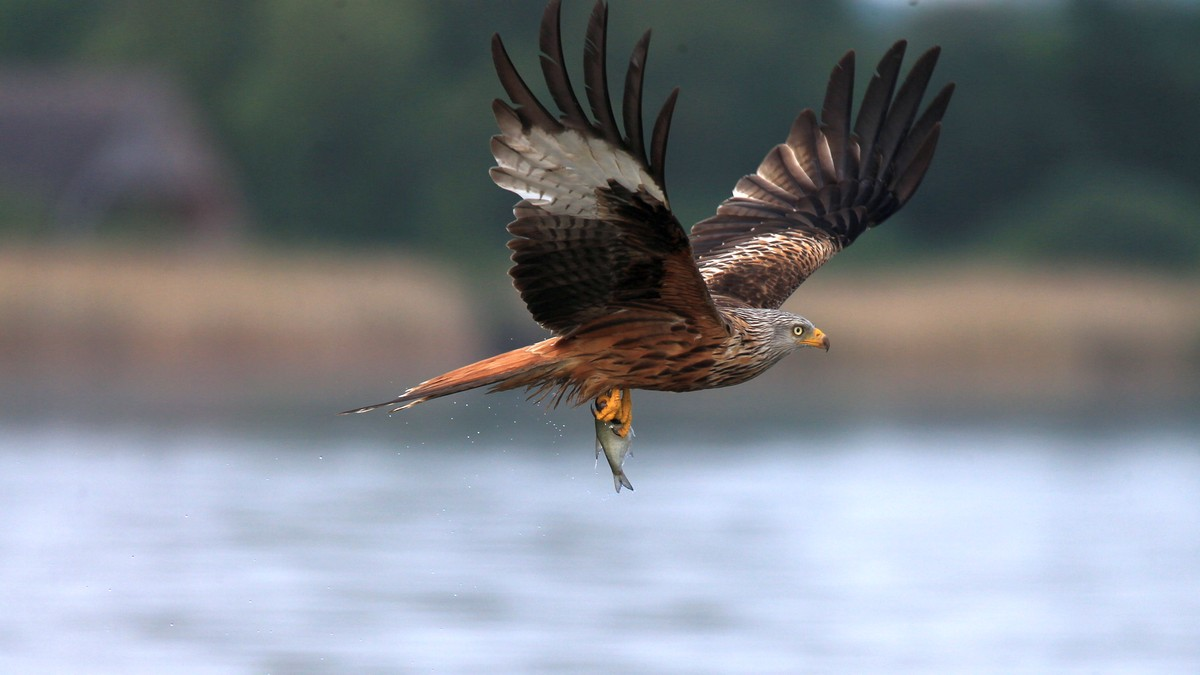
Milan mit erbeutetem Fisch

Der Rotmilan ist ein Suchflugjäger offener Landschaften, der große Gebiete seines Nahrungsreviers in einem relativ niedrigen und langsamen Gleit- und Segelflug systematisch nach Beute absucht. Er ist Überraschungsjäger, der bei erfolglosem Angriff in der Regel abstreicht und das verfehlte Beutetier nicht weiter verfolgt. Nicht selten ist er auch schreitend auf dem Boden zu sehen, wo er vor allem nach Insekten und Regenwürmern sucht. Erspähte Beutetiere nimmt der Rotmilan im Darüberfliegen vom Boden auf, ohne dabei zu landen. Auch Fische greift er nach Seeadlerart von der Wasseroberfläche ab und trägt sie davon. Vögel vermag er gelegentlich im Flug oder auf Ästen zu überraschen und zu schlagen, meistens jedoch erbeutet er sie auf dem Boden. Die Beutetiere tötet er in der Regel nicht mit den Krallen, sondern durch kräftige Schnabelhiebe.
Rotmilane berauben auch andere Vögel, vor allem Schwarzmilane, Krähen und Möwen. Sie jagen ihnen als Beuteschmarotzer die Beute ab oder belästigen sie so lange, bis sie bereits verschluckte Nahrung wieder auswürgen. Vor allem im Winter scheint diese Art des Nahrungserwerbes zu einem nicht unbeträchtlichen Anteil den Nahrungsbedarf zu decken.
Insgesamt ist der Rotmilan in seinen Nahrungserwerbsstrategien sehr flexibel und nutzt günstige Gelegenheiten geschickt aus. Wo durch Mahd- und Erntearbeiten zuvor unzugängliche Beute freigelegt wird, sind Rotmilane schnell zur Stelle. Bis zu ihrem Umbruch bieten auch abgeerntete Felder gute Nahrungsressourcen, auf die sich Rotmilane sehr schnell einstellen können.
Bei ausreichendem Nahrungsangebot und außerhalb der Brutzeit beginnt der Rotmilan erst einige Zeit nach Sonnenaufgang mit den ersten Beuteflügen und kann seine Jagdflüge bereits einige Stunden vor Sonnenuntergang beenden. Während des Tages legt er, meist in Horstnähe, längere Ruhepausen ein, die er auch zur intensiven Gefiederpflege nutzt.
Die Größe des zur Nahrungsbeschaffung genutzten Areals hängt vom jeweiligen Angebot an Beutetieren ab. Verschiedene Untersuchungen ergaben, dass Nahrungsflüge selten weiter als zwei Kilometer vom Horst wegführen. Meist bleibt der nahrungssuchende Vogel in Sichtweite des Horsts.

## Verhalten

### Allgemein- und Sozialverhalten
Die Aktivitätszeit ist bei gutem Beutetierangebot auffallend kurz, kann aber, insbesondere während der Brutzeit, schon in der frühen Morgendämmerung beginnen und erst mit Einbruch der Dunkelheit enden. Immer wieder aber legt der Rotmilan zwischen den Beuteflügen ausgiebige Ruhepausen ein, auch dann, wenn die Nestlinge in unmittelbarer Nähe energisch betteln.
Außerhalb der Brutzeit ist der Rotmilan sehr gesellig und zeigt kein territoriales Verhalten. Die Art nächtigt fast immer in größeren Schlafgesellschaften und fliegt auch gemeinschaftlich auf Jagd. Diese Schlafgesellschaften können mehrere hundert Individuen umfassen. Häufig kann in diesen Milanansammlungen „spielerisches“ Verhalten wie gegenseitiges Necken sowie synchrone Flugspiele einiger Vögel beobachtet werden. Gelegentlich brechen Rotmilane im Flug Koniferenzapfen ab, um sie einfach nur fallen zu lassen.
Auch während der Brutzeit ist territoriales Verhalten nicht sehr ausgeprägt, doch verteidigen beide Partner den Horst und seine weitere Umgebung (bis etwa 100 Meter) sowie den darüberliegenden Luftraum gegenüber Artgenossen und artfremden Eindringlingen. Dabei steigen die Milane hoch auf und attackieren den Eindringling ziemlich energisch von oben. Meist verfolgt ihn vor allem das Männchen eine gewisse Zeit, während das Weibchen recht schnell zum Horst zurückkehrt. Ein eigenes Nahrungsrevier beansprucht der Rotmilan in der Regel nicht, nur bei sehr geringer Nahrungsverfügbarkeit zeigen einzelbrütende Paare auch diesbezüglich territoriales Verhalten. Gelegentlich wurde auch bei sehr großen Populationsdichten, wie sie zum Beispiel im Hakel bestanden und in einigen Gegenden von Wales bestehen, territoriale Verhaltensweisen bezüglich der Jagdflächen festgestellt. Rot- und Schwarzmilane können sehr nahe beieinander brüten. Bei Streitigkeiten um einen günstigen Nistplatz oder einen bereits errichteten Horst ist hier in der Regel der Rotmilan der Unterlegene.

### Wanderungen
Die Zugstrategien dieser Art sind nicht einheitlich. Insgesamt wird in den letzten beiden Jahrzehnten eine Verkürzung der Zugwege und ein vermehrtes Ausharren der Art in zuvor winters geräumten Brutgebieten festgestellt. Schneeärmere Winter sowie ein größeres, allzeit verfügbares Nahrungsangebot auf Müllkippen und entlang stark frequentierter Straßen machen es auch für viele mittel- und einige nordeuropäische Populationen möglich, während des Winters im Brutgebiet auszuharren. Die größten Winterbestände in Mittel- und Nordeuropa gibt es im nördlichen Harzvorland, in der Schweiz (zum Beispiel bei Neerach), in Baden-Württemberg sowie in Südschweden. In einigen Überwinterungsgebieten in der Schweiz und in Südschweden wurden (und werden) die Überwinterer durch Zufütterungen unterstützt. In Baden-Württemberg ging die Anzahl der überwinternden Rotmilane mit der Schließung einiger Mülldeponien kontinuierlich zurück.
Die Mehrheit der nord- und mitteleuropäischen Rotmilane verlässt jedoch im Herbst das Brutgebiet und zieht nach Südwesten, insbesondere nach Spanien. Die Brutvögel des südwestlichen Mitteleuropa, Italiens, Frankreichs und Spaniens sowie die wenigen Rotmilane Südosteuropas und Nordafrikas sind dagegen mehrheitlich Standvögel, mit unterschiedlich weiträumigen Nahrungsflügen innerhalb des Überwinterungsgebietes. In Spanien decken sich die Überwinterungsregionen mit den Brutgebieten der dort residenten Rotmilane. Sie liegen vor allem in der Nord- und Südmeseta, im Ebrobecken, in der Extremadura sowie in Teilen Südandalusiens.
Rotmilane ziehen bei Tag und zumeist einzeln oder in kleinen Trupps. Auf dem Wegzug sind die Zuggemeinschaften in der Regel individuenstärker als auf dem Heimzug. Auf Grund der relativ kurzen Zugdistanzen verlassen Rotmilane erst spät das Brutgebiet, selten vor Mitte September, die meisten in der ersten Oktoberhälfte. Die Weibchen ziehen etwa ein bis zwei Wochen vor den Männchen fort. Umgekehrt erscheinen sehr früh, schon in der Februarmitte, die ersten ziehenden Rotmilane wieder im Brutgebiet, die Mehrheit folgt Ende Februar und in der ersten Märzdekade. Ein Großteil der einjährigen und viele zweijährige Rotmilane ziehen auf ihren ersten Heimzügen nicht ins Brutgebiet zurück, sondern verbringen den Sommer entweder im Überwinterungsgebiet oder vagabundieren in kleineren Gesellschaften in Süd- und Mittelfrankreich, zum Teil auch in der Schweiz.

## Brutbiologie

### Überblick
Rotmilane werden in Ausnahmefällen bereits in ihrem ersten Lebensjahr fortpflanzungsfähig, brüten aber meist erst im dritten Lebensjahr zum ersten Mal. Die Art und Dauer der Paarbindung ist unterschiedlich. Weitgehend monogame Brutsaisonehen sind die Regel, doch wurden mehrjährige Dauerehen ebenso beobachtet wie Partnerwechsel während der Brutzeit. Bei Standvögeln scheint die Paarbindung stabiler zu sein als bei Zugvögeln, bei denen auch die durch das Zuggeschehen höheren Ausfallraten zu häufigerem Partnerwechsel zwingen. Die Art ist sehr brutortstreu. Auch geschlechtsreife Jungvögel versuchen sich meist in der näheren Umgebung ihres Geburtsortes anzusiedeln, selbst dann, wenn im weiteren Umkreis geeignete Brutplätze zur Verfügung stünden. Das führt nach Walz in dichtbesiedelten Rotmilanhabitaten mangels geeigneter Brutplätze zu einer Erhöhung des Bruteintrittsalters.
Bei in Mittel- und Osteuropa überwinternden Vögeln wurde Balzverhalten während der gesamten Überwinterungszeit festgestellt. Im Brutgebiet kommen die späteren Partner oft zeitlich versetzt an, nicht selten um bis zu zwölf Tage (in Ausnahmefällen bis zu vier Wochen), wobei das Weibchen oder das Männchen zuerst erscheinen kann. Einige treffen bereits lose verpaart im Brutgebiet ein. Dort beginnen die Standvögel bereits Mitte bis Ende Februar mit der Hauptbalz, die Zugvögel im Durchschnitt etwa zwei bis drei Wochen später.
Neuere telemetrische Untersuchungen zeigen, dass die Größe des Aktionsraums um das Revier des Brutplatzes bei Rotmilanen extrem unterschiedlich sein kann. So schwankte während der Phase der Jungenaufzucht der Aktionsraum bei 27 verschiedenen besenderten Männchen von Jahr zu Jahr und von Vogel zu Vogel zwischen 5 und 500 km² (MCP 95 % zwischen 2,4 und 235 km²). Dabei wurde festgestellt, dass die Anzahl flügger Jungvögel (pro Brutpaar) höher lag, wenn der Aktionsraum kleiner war (da schon in der Nähe Beute verfügbar).

### Horstbau und Balz
Die Balz des Rotmilans ist nicht sehr auffällig. Im Wesentlichen besteht sie aus Horstbau, gemeinsamen Flügen über dem Horststandort und häufigen Kopulationen, die bis in die Nestlingszeit hinein anhalten. Zur Kopulation fordert das Weibchen mit leisen Trillerrufen, waagrecht geduckter Körperhaltung und gesenktem Kopf auf. Meist fliegt daraufhin das Männchen seine Partnerin direkt an und landet auf ihrem Rücken. Spektakuläre Steilabstürze über dem Horstrevier, bei dem sich zwei Altvögel ineinander verkrallen, gibt es beim Rotmilan ebenso wie bei vielen anderen Greifvögeln. Nach der Auswertung verschiedener Untersuchungen zu diesem Thema, wird dieses „cartwheeling“ genannte Verhalten inzwischen meistens als Abwehr von Rivalen gedeutet. Denkbar ist auch, dass dieses Verhalten sowohl bei der Abwehr von Rivalen als auch – abgewandelt – als Balzritual auftritt. Bereits in der Nestbauphase stellt das Weibchen eigene Nahrungsflüge weitgehend ein und wird ab dieser Zeit vom Männchen versorgt, bis es sich etwa zwei bis drei Wochen nach dem Schlupf selbst wieder an der Nahrungsbeschaffung beteiligt.
Der Horstbau oder die Instandsetzung eines alten Horstes beginnt sofort nach Ankunft der Partner im Brutrevier. Horststandorte und Horstbäume sind sehr unterschiedlich, in Mitteleuropa handelt es sich aber hauptsächlich um Eichen, Buchen oder Kiefern. Felsbruten kommen bei den Populationen auf den Balearen und den nordafrikanischen Rotmilanen vor. Ganz selten wurden auch Horststandorte auf Gittermasten festgestellt. Meist liegen die Horste relativ hoch und in starken Bäumen, doch wurden auch sehr niedrig gelegene Nester in schwachen Bäumen festgestellt. Gerne wählen Rotmilane Nistbäume entlang steiler Abhänge oder über Felsklippen, bevorzugt in Randlagen, oder in stark aufgelichteten Beständen. Nistunterlage ist meistens eine starke Stammgabelung, seltener eine Gabelung in einem starken Seitenast. Am Horstbau beteiligen sich beide Partner. Das Grundgerüst besteht aus starken Reisern und Zweigen, die sie vom Boden auflesen oder mit dem Schnabel oder den Fängen von Bäumen abreißen. Den Horst polstern die Vögel mit unterschiedlichem, weichem, organischem Material, aber auch mit Kulturabfällen wie Folien, Plastiktüten oder Bindegarn aus. Letzteres führt nicht selten später zur Strangulation eines Nestlings. Plastikmaterialien verhindern eine ausgeglichene Luftzirkulation und können zur Durchnässung und Unterkühlung der Jungen führen.
Die Größe der Rotmilanhorste ist sehr variabel. Sie können auffallend klein und recht liederlich zusammengefügt sein, mit Durchmessern zwischen nur 45 bis 60 Zentimetern. Mehrjährig benutzte Nester sind jedoch massive Konstruktionen mit einem Durchmesser von einem Meter und mehr, bei einer Höhe von über 40 Zentimetern.

### Gelege und Brut

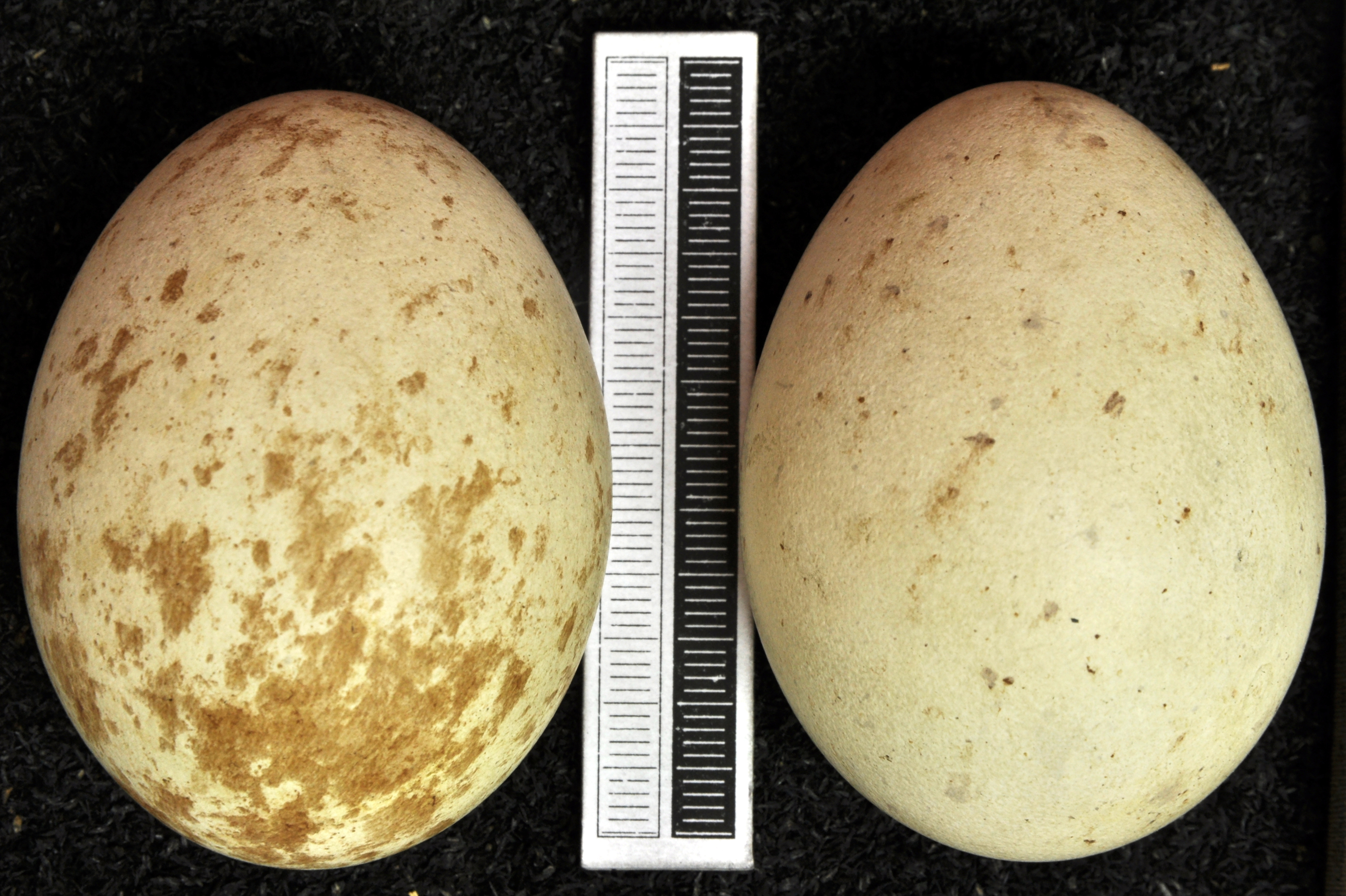
Rotmilaneier (Museum Wiesbaden)

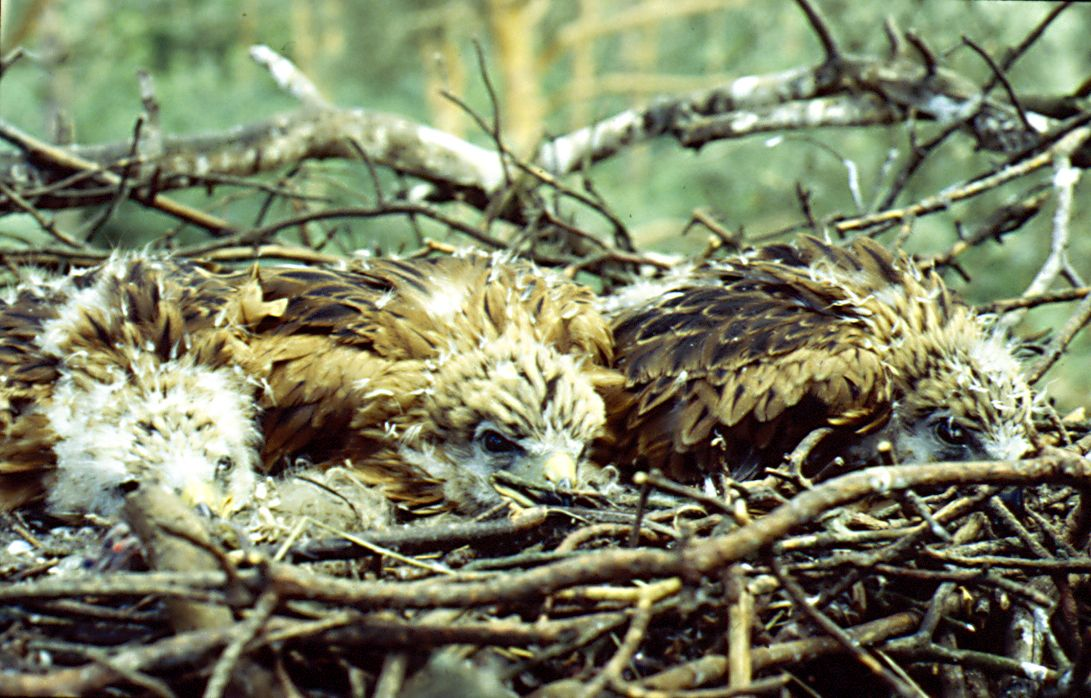
Drei nestjunge Rotmilane im Horst, der älteste ist 32 Tage alt; sie zeigen die bei Bedrohung typische Akinese

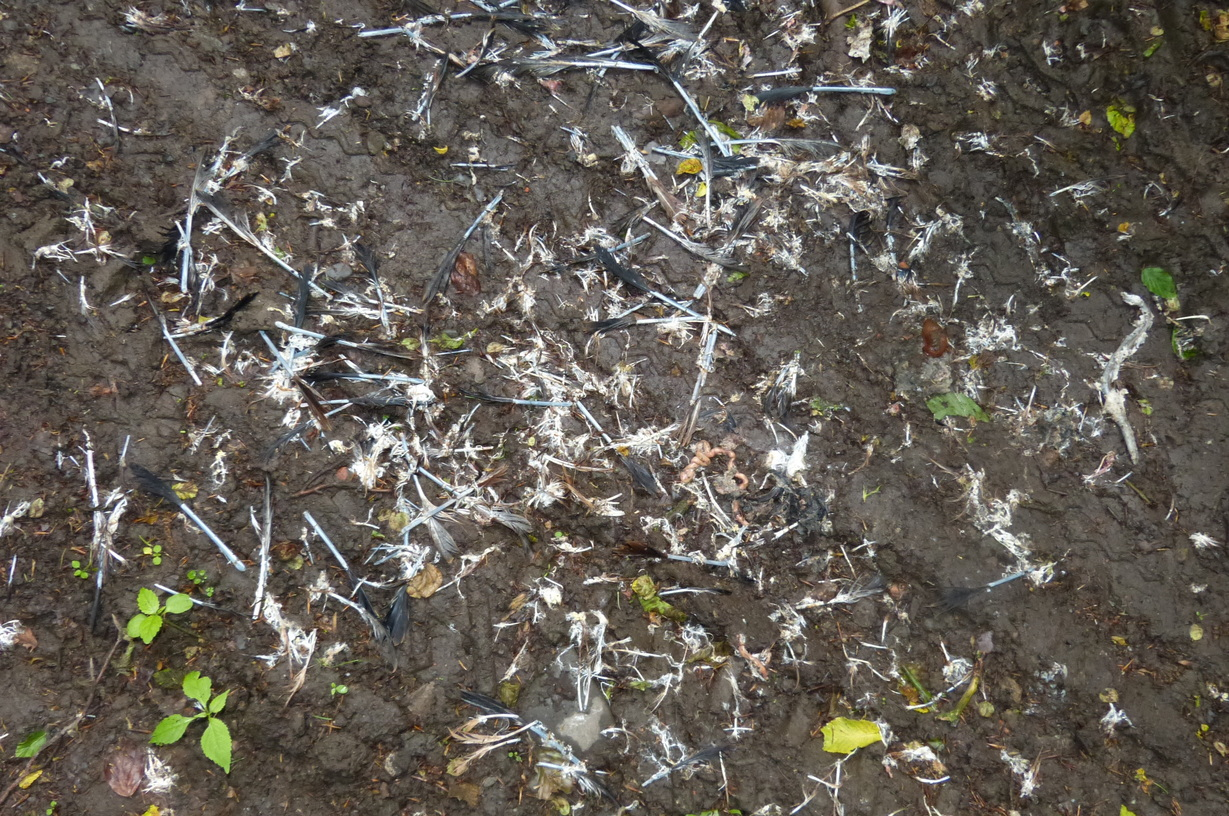
Rupfung eines 3–4 Wochen alten Rotmilans, vermutlich durch einen Habicht

Das Gelege besteht meist aus drei Eiern, seltener aus einem, zwei oder vier Eiern. Es wurden auch schon Gelege mit fünf Eiern gefunden. Die Eier wiegen etwa 60 Gramm und messen im Mittel 57 × 45 Millimeter. Sie entsprechen in Größe und Form einem mittelgroßen Hühnerei. Auf trübweißem Grund weisen sie unterschiedlich stark ausgeprägte, rötlichbraune Flecken sowie schwärzliche Girlanden auf. Legebeginn in Mitteleuropa ist frühestens Ende März, in der Regel aber erst Anfang bis Mitte April. Bis in den Mai hinein können frische Gelege gefunden werden. In Südeuropa ist der Legebeginn etwa zwei Wochen früher, in den nördlichsten Verbreitungsgebieten nicht vor Ende April, Anfang Mai. Rotmilane brüten nur einmal im Jahr; nur bei frühem Gelegeverlust kommt es zu einem Nachgelege, meistens in einem anderen Horst.
Die Eier bebrütet fast ausschließlich das Weibchen etwa 32 bis 33 Tage bereits nach dem ersten Ei intensiv, sodass die Jungen mit deutlichen Entwicklungsunterschieden aufgezogen werden. Nur für kurze Zeit übernimmt das Männchen das Brutgeschäft. In den ersten zwei bis drei Wochen bleibt das Weibchen fast ständig am Horst, hudert und beschattet die Nestlinge und verfüttert die vom Männchen herbeigebrachte Nahrung, die vor allem aus Kleinsäugern und Vögeln besteht. Die Nestlingszeit beträgt, abhängig von Witterung und Nahrungsangebot zwischen 48 und 54 Tagen. In Extremfällen fliegen die Jungen erst nach 70 Tagen aus.
Die wesentliche Gefährdung der Nestlinge liegt – abgesehen von mangelnder Nahrung – in der Prädation durch den Habicht. Die Führungszeit ist verglichen mit der von jungen Schwarzmilanen recht kurz und beträgt selten mehr als drei Wochen. Danach verstreichen die Jungvögel, meist verlassen auch die Altvögel die unmittelbare Horstumgebung.

### Mischbruten
In freier Natur wurden gelegentlich Mischbruten zwischen Rot- und Schwarzmilan festgestellt. Der Schwarzmilan war meist der weibliche Vogel. Auch erfolgreiche Bruten zwischen einem Schwarzmilanmännchen und einem hybriden Weibchen wurden bekannt. In Gefangenschaft kommen solche Mischbruten häufiger vor. Im Naturpark Aukrug in Mittelholstein brütete ein Mischpaar 6 Jahre hindurch erfolgreich. Nach Ausbleiben des Rotmilans trat offenbar eine Hybride aus einer vorangegangenen Brut an seine Stelle.

## Systematik
Der Rotmilan ist eine von insgesamt drei Arten der Gattung Milvus. Neben der Nominatform Milvus milvus milvus wurde noch die auf den westlichen und südwestlichen Inseln der Kapverden endemisch vorkommende Unterart M. milvus fasciicauda beschrieben. Diese Unterart wurde zuletzt 1999 mit zwei Individuen festgestellt. Alle danach gefangenen und analysierten Milane von den Kapverden waren Schwarzmilane der Nominatform Milvus migrans migrans. M. milvus fasciicauda scheint also ausgestorben zu sein. Die taxonomische Stellung des Kapverdenmilans bleibt unklar: Er könnte eine Reliktart gewesen sein, die vor der Trennung der beiden Arten Rotmilan und Schwarzmilan bestand, oder eine weitgehend stabilisierte Hybride zwischen diesen beiden Arten. Molekulargenetische Untersuchungen an Museumsbälgen aus dem späten 19. Jahrhundert zeigten jedoch, dass Vögel mit den fasciicauda-typischen Merkmalen in die Rotmilan-Klade einzuordnen sind.

## Bestand und Gefährdung

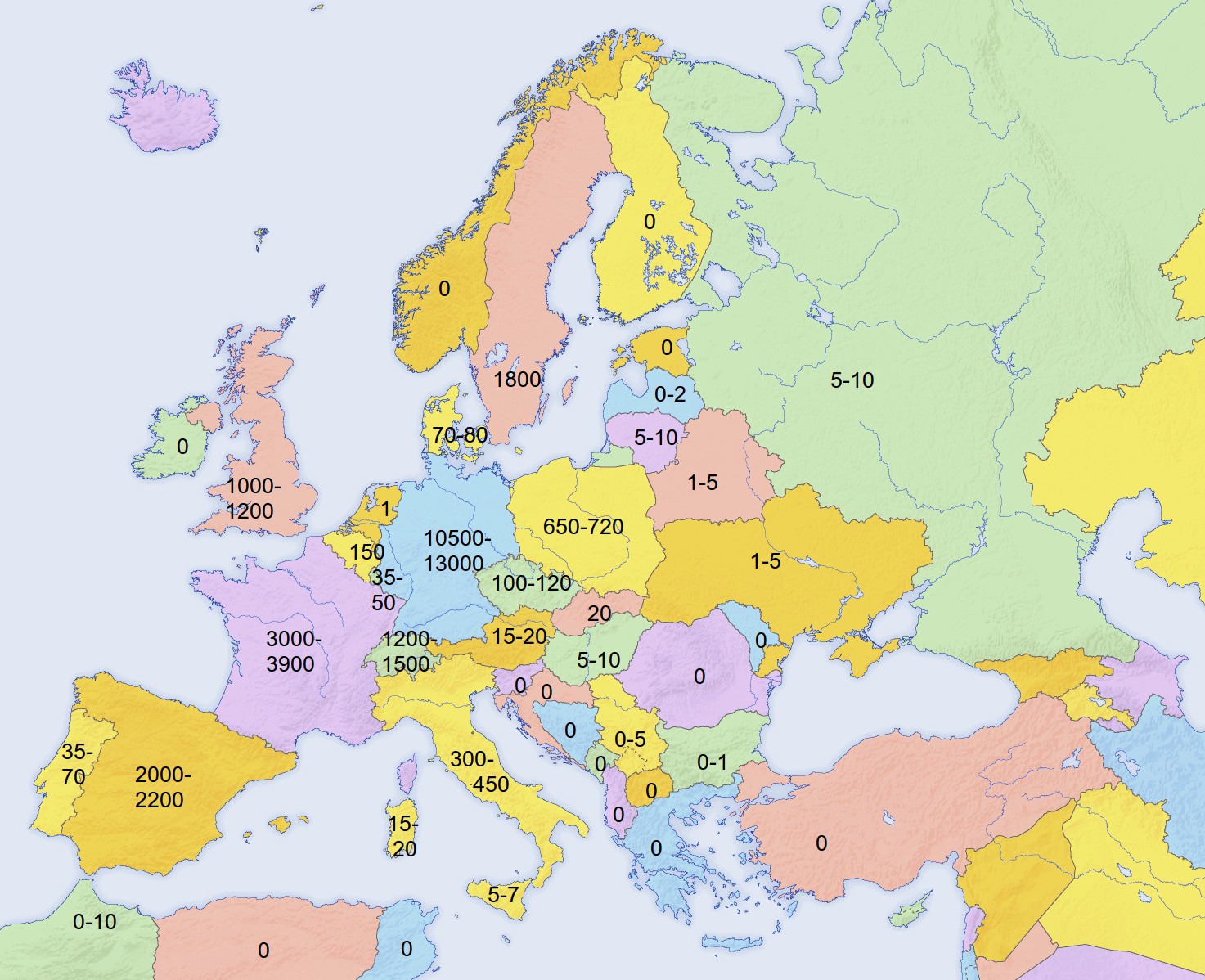
Bestand des Rotmilans (Brutpaare) nach Ländern, Stand 2009

Deutliche Abnahmen in den Hauptbrutgebieten führten dazu, dass die Weltnaturschutzunion (IUCN) Anfang des Jahrtausends den Bestand in der Roten Liste auf NT (= near threatened) hochstufte. Aufgrund wachsender Population änderte die IUCN im Jahr 2021 die Einstufung in LC (= least concern, ungefährdet).
Die Situation in den Bundesländern ist uneinheitlich. Während die Rote Liste der Brutvogelarten Baden-Württembergs den Rotmilan seit 2007 in die Kategorie „ungefährdet“ einstuft, führt ihn die Rote Liste der gefährdeten Brutvögel in Niedersachsen und Bremen seit 2007 als stark gefährdet (Kategorie 2). Ausschlaggebend dafür sind die zum Teil erheblichen Bestandsrückgänge seit Beginn der 1990er Jahre in den Schlüsselländern der Verbreitung Deutschland, Spanien und Frankreich. In Deutschland insgesamt sind die Bestände seit 1996 stabil – allerdings auf einem niedrigeren Niveau als 1990.
Die Schätzungen des europäischen Gesamtbestandes schwanken (Stand 2012) je nach Autor zwischen minimal 19.000 und maximal 29.000 Brutpaaren. Dabei gibt es verschiedene Gründe für natürliche Bestandsschwankungen. So nehmen die Bestände zum Beispiel in Jahren mit einer hohen Mäuse- und Feldhamsterverfügbarkeit zu (sogenannte Gradationsjahre), während Jahre mit (plötzlich einsetzenden) feucht-kalten Frühjahrstemperaturen zu Gelegeverlusten durch Unter- bzw. Auskühlen von Eiern oder Jungvögeln führen können, wodurch der Bestand auch insgesamt abnehmen kann.
Gründe für die zwischen 1990 und 1996 erlittenen Bestandsrückgänge liegen vor allem in der Intensivierung und Umstellung der Landwirtschaft. Besonders negativ wirkte sich dies nach der Wende auf die Rotmilanbestände im Osten Deutschlands aus, wo regional Einbußen um mehr als 50 Prozent und ein deutliches Absinken der Reproduktionszahlen verzeichnet wurden. Wesentliche Faktoren waren die Verschlechterung der Nahrungsverfügbarkeit durch Umstellung der Mähtermine infolge des verstärkten Anbaus von Wintergetreide und Raps sowie ein Rückgang der Rinderhaltung – mit zugleich weniger Weidewirtschaft und Grünfutteranbau mit regelmäßiger Mahd. Darüber hinaus tragen Verkehr, sekundäre Vergiftung durch Aufnahme vergifteter Beutetiere, Verfolgung durch vorsätzliche Vergiftung, Abschuss sowie Unfallverluste an Freileitungen und Windkraftanlagen zum Rückgang bei. Gravierend sind ferner Verluste durch illegale Abschüsse, vorwiegend während des Vogelzuges und in den Überwinterungsgebieten. Als Folge kehren viele Tiere im Frühjahr nicht zurück. In den Brutgebieten kommt es zu Brutverlusten durch Forstarbeiten in der Brutzeit in Horstnähe. Trotz strikter Verbote und Regularien gemäß EU-Vogelschutzrichtlinie bestehen hier noch enorme Defizite bezüglich der Kontrolle.

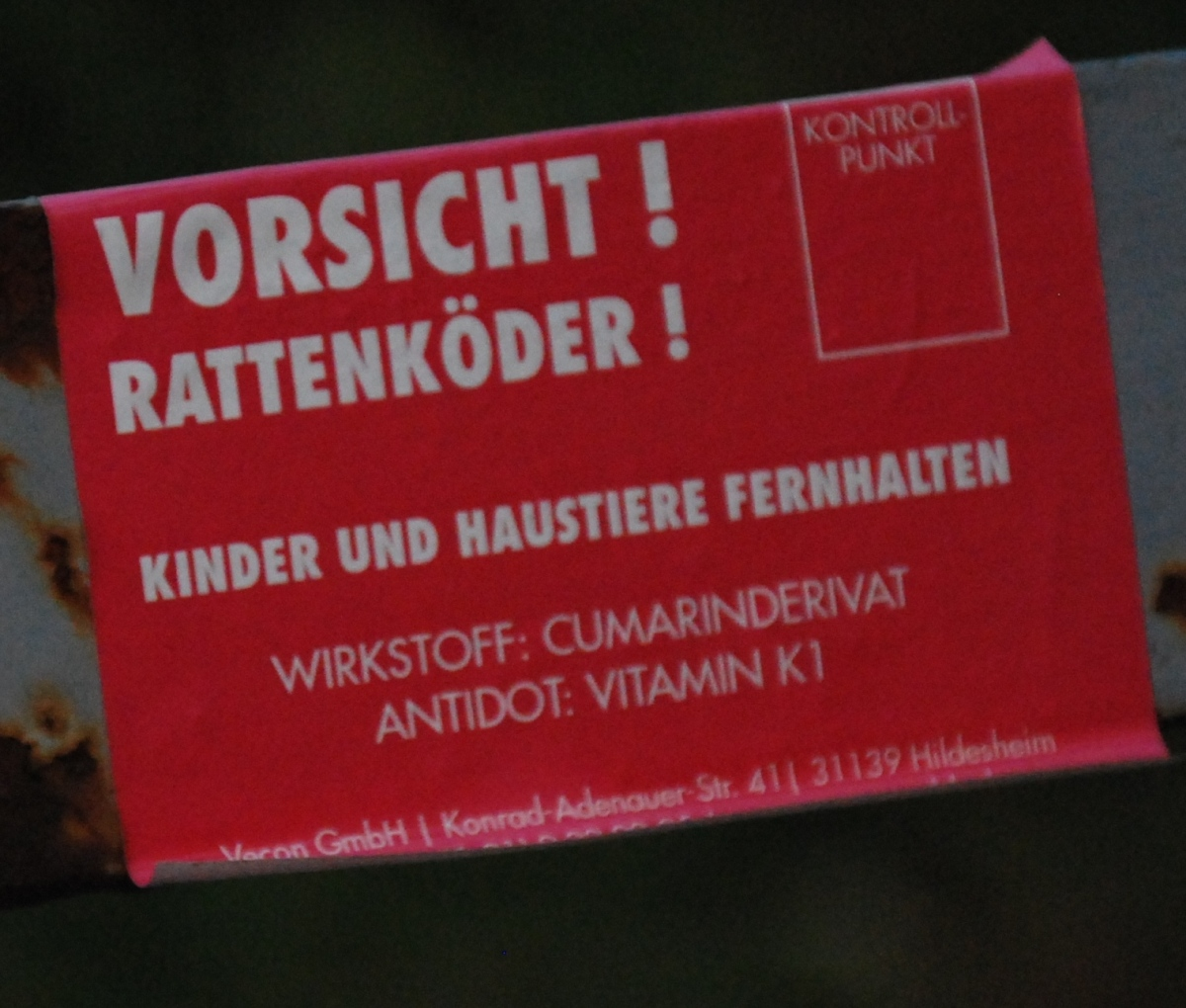
Aufkleber zu einem Köder mit Rattengift. Das Fressen von Kleinsäugern, die mit Giftködern getötet wurden, ist die Hauptursache für das Verenden von Rotmilanen.

Das Forschungsprojekt Life-Eurokite, das bis Anfang 2022 die Todesursache von 556 mit GPS-Sendern ausgestatteten toten Rotmilanen untersuchte, kam zu dem Zwischenergebnis, dass die größte Gefahr für Rotmilane in Europa Giftköder seien. Die Rotmilane sterben dabei nach dem Verzehr vergifteter Kleinsäuger wie Ratten und Mäusen. Anschließend folgten der Straßenverkehr, illegaler Abschuss, Stromschlag an Strommasten, Unfälle mit Schienenfahrzeugen und auf Rang sieben Windkraftanlagen. Gemäß Studienleiter Rainer Raab ist eine Kollision eines Rotmilans mit einer Windkraftanlage ein „äußerst seltenes Ereignis“, das vor allem dann auftrete, wenn ein Rotmilan nach einem langen Flug erschöpft oder die Sicht nicht gut sei. In einer Pressemitteilung stellte das Forschungsprojekt Life-Eurokite nach der Ausstrahlung des frontal-Berichts klar, „Diese Ergebnisse sind nicht per se auf die aktuelle Debatte um Todesursachen vom Rotmilan in Deutschland übertragbar (auch wenn dies im Beitrag so dargestellt wurde), da die Todesursachen in Europa ungleichmäßig verteilt sind. So treten bspw. Vergiftungen und illegale Abschüsse sowie der Stromschlag an Elektroleitungen in Deutschland wesentlich seltener auf als in anderen europäischen Staaten“ und kommt zum Schluss „Es ist zum derzeitigen Projektstand nicht auszuschließen, dass es in Zukunft zu Verschiebungen bei der Häufigkeit der Todesursachen kommt.“ Eine kurz nach dem frontal-Bericht veröffentlichte Stellungnahme der „Fachgruppe Rotmilan“ der Deutschen Ornithologen-Gesellschaft zog für Deutschland aus diesem und älterem Datenmaterial andere Schlüsse und kritisierte die Systematik der Life-Eurokite-Studie. Die Forscher betonten, dass in den letzten 15 Jahren Kollisionen mit WEA mit 15 % eine der häufigsten Todesursachen sowohl bei erstjährigen als auch bei älteren Vögeln gewesen seien und im Vergleich zu früheren Jahrzehnten deutlich zugenommen hätten. Dabei bezogen sie sich auf 126 Exemplare, von denen 77 spurlos verschwunden sind, bei den verbleibenden 49 war zu 16,3 %, also in 8 Fällen, eine WEA die Todesursache.

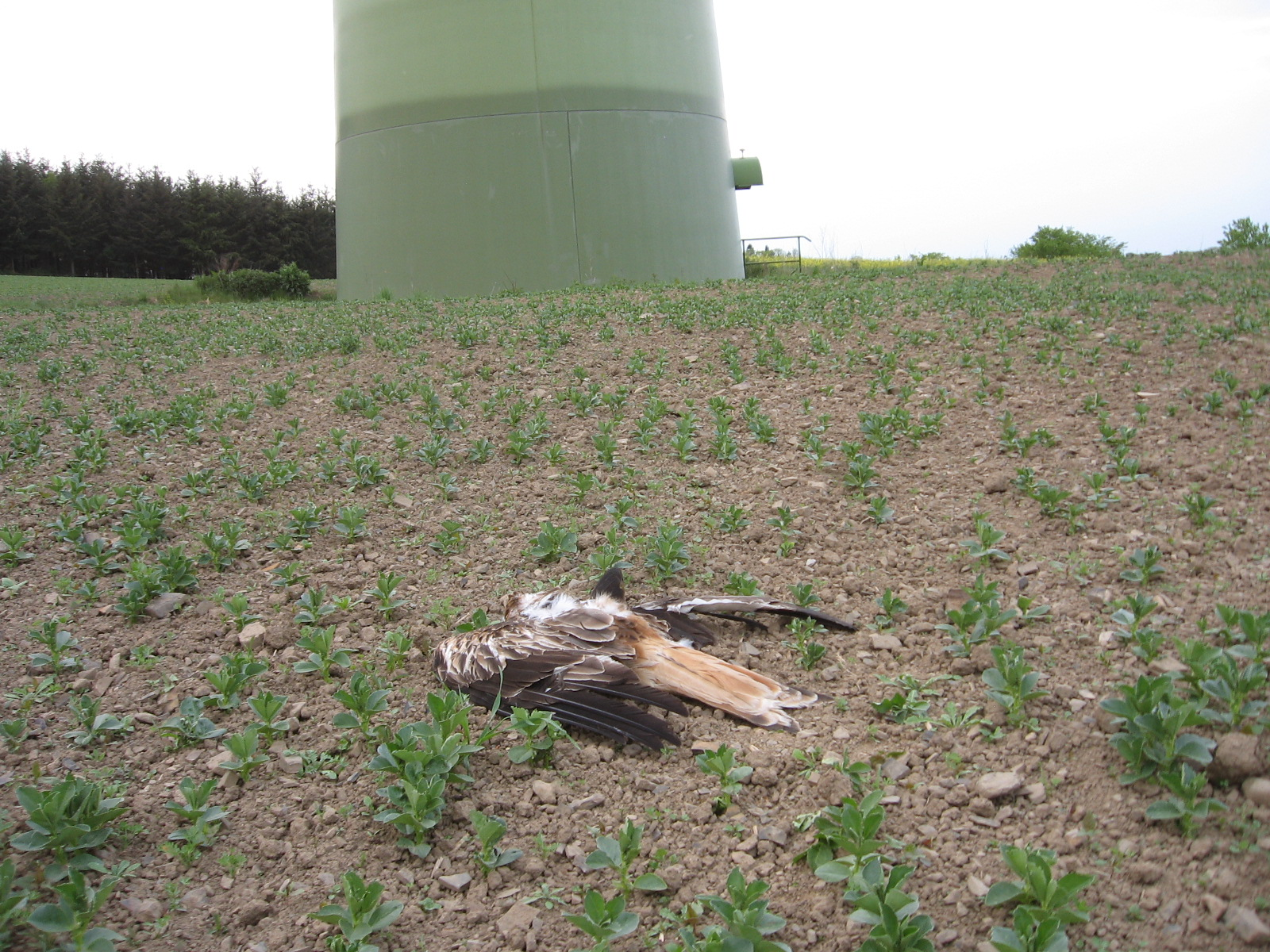
Durch Kollision mit einer Windkraftanlage getöteter Rotmilan

Über die in Windparks gefundenen Schlagopfer gibt eine seit 2002 von der staatlichen Vogelschutzwarte Brandenburg geführte Kollisionsstatistik Auskunft. Beim Rotmilan lag diese Zahl zwischen 2002 und Mai 2021 bei insgesamt 629 in Deutschland, nur Mäusebussarde waren mit 683 Schlagopfern häufiger betroffen. Diese Zahlen lassen keinen Rückschluss darauf zu, wie sich Kollisionen auf die Population auswirken. Auch die bisher umfangreichste Studie zu diesem Thema (PROGRESS-Studie, 2016) konnte diese Frage nicht beantworten. Bei einem 2019 durchgeführten Vergleich der Populationsentwicklung des Rotmilans durch den Dachverband Deutscher Avifaunisten von 2005 bis 2014 mit der Windkraftanlagendichte im Jahr 2015 zeigten sich regionale Unterschiede. Es gab deutliche Bestandszunahmen in Südwest- und Westdeutschland ausschließlich in Gebieten, wo bisher nahezu keine Windkraftanlagen standen, deutliche Bestandsrückgänge hingegen in Kreisen mit hoher Windkraftanlagendichte beispielsweise in Sachsen-Anhalt und Ostwestfalen. Im Durchschnitt ergab sich eine hochsignifikante negative Korrelation zwischen Rotmilan-Bestandsveränderung und Windkraftanlagendichte auf Landkreisebene, das heißt, bei zunehmender Dichte der Windkraftanlagen sinkt die Zahl der Rotmilane. Aufgrund neuester Daten haben allerdings IUCN und BirdLife International den Rotmilan als nicht mehr gefährdet eingestuft.

Das Schließen von Mülldeponien wirkte sich Anfang der 1990er Jahre bestandslimitierend aus. Den Vögeln wurden damit ganzjährig verfügbare Nahrungsquellen entzogen. Ob sich zunehmende Schwarzmilanbestände negativ auf den in direkter Konkurrenz stehenden Rotmilan auswirken, ist noch nicht ausreichend geklärt. Ähnliches gilt für Einflüsse durch den aus Nordamerika eingewanderten Waschbären, der sich besonders in Hessen und Brandenburg stark verbreitet hat. Es gibt deutliche Hinweise, dass Waschbären Nistplätze von Greifvögeln nutzen und als Nesträuber Greifvogelnester ausräumen.

## Lebenserwartung
Rotmilane können sehr alt werden. Ein in Freiheit aufgefundener Rotmilan war fast dreißig Jahre alt. Die tatsächliche Lebenserwartung freilebender Vögel ist jedoch bedeutend geringer. In einer Untersuchung von 2009 waren 2/3 von 44 in Thüringen gefangenen Rotmilanen zwischen drei und sieben Jahre alt. Nur 16 % waren älter als 10 Jahre.
Besonders der erste Wegzug endet für viele Rotmilane tödlich. Am Ende des ersten Lebensjahres leben von einem Geburtsjahrgang etwa 60–65 Prozent. Mit wachsender Erfahrung verlangsamt sich die Ausfallsrate, sodass nach drei Jahren noch ungefähr 35–45 Prozent eines Jahrgangs am Leben sind und zur Brut kommen können. Diese Zahlen sind jedoch von vielen Faktoren abhängig, sodass sie nur als Annäherungswerte zu sehen sind. Nahrungsmangel, Abschuss, Kollisionen mit Hindernissen und Stromleitungen sowie Vergiftungen sind die häufigsten frühen Todesursachen.

## Sonstiges
Der Rotmilan war 2000 Vogel des Jahres in Deutschland und Österreich. Hierdurch sollte auf seine Gefährdung durch die Intensivierung der Landwirtschaft sowie die besondere Verantwortung Deutschlands für die Erhaltung der Art (Tierart nationaler Verantwortlichkeit Deutschlands) aufmerksam gemacht werden. Denn über die Hälfte aller brütenden Rotmilane weltweit haben ihr Nest in Deutschland.
Die Gemeinden Hattorf am Harz (Niedersachsen) und Ilmtal-Weinstraße (Thüringen) führen diesen Greifvogel in rot als Wappentier. Die südschwedische Gemeinde Tomelilla (Provinz Schonen) hat ebenfalls den Rotmilan im Wappen. Im Wappen von Karbach in Unterfranken wird eine goldene Gabelweihe (Rotmilan) dargestellt.